# Éric Bellion
Pour les articles homonymes, voir Bellion.
 (avril 2021).
 (avril 2021).
 (avril 2021).
Si vous disposez d'ouvrages ou d'articles de référence ou si vous connaissez des sites web de qualité traitant du thème abordé ici, merci de compléter l'article en donnant les références utiles à sa vérifiabilité et en les liant à la section « Notes et références ».
Éric Bellion est un navigateur français, né le 15 mars 1976 à Versailles (Yvelines). À bord de Comme un seul homme, il termine 9e du Vendée Globe 2016-2017. Il participe au Vendée Globe 2024-2025 mais doit abandonner à cause d'une avarie au niveau de son mât.

## Biographie

### Jeunesse et formation
Éric Bellion naît le 15 mars 1976 à Versailles, dans les Yvelines. Enfant, il découvre la voile en compagnie de ses oncles, en Bretagne. Il nourrit son imagination en lisant des récits de mer, comme La Longue Route de Bernard Moitessier et Damien autour du monde de Gérard Janichon.
Il s'indigne des injustices et des brimades que doit endurer son père, bègue. Il a gardé en lui cette indignation et voudra démontrer que l'on est plus fort lorsque l'on va « chercher de la différence ».
Il est scolarisé au lycée Hoche de Versailles. De 1997 à 2001, il étudie à l'École de management de Lyon, avec un passage en 2000 par l'École de commerce de Copenhague.

### Tour du monde à bord deKifouine(2003-2006)
Diplômé, Éric Bellion entre dans la vie active. Il travaille dans une entreprise de services du numérique. Il garde le contact avec deux compagnons d'études, Brice Monégier du Sorbier et Hervé Olagne, qui, comme lui, rêvent de mer et d'évasion. Pour un peu plus de 10 000 euros, les trois amis acquièrent à Nieuport un bateau de 8,60 mètres, qu'ils baptisent Kifouine, et qu'ils rapatrient en Île-de-France. Le soir, après le travail, ils entreprennent de le restaurer. Ils font les derniers préparatifs à La Rochelle. Là, Gérard Janichon s'intéresse à eux. Il est séduit par leur projet, qui n'est pas une « redite » de son périple ni de celui de Moitessier : il s'agit ici de partager les récits d'un tour du monde avec 45 jeunes adultes atteints d'infirmité motrice cérébrale, et de leur donner rendez-vous, par petits groupes, lors des escales. Le 5 juillet 2003, les trois amis mettent les voiles pour un voyage de 40 000 milles, qui va durer trois ans.

### En équipage valides-handicapés à bord deJolokia(2007-2010)
De 2007 à 2010, en compagnie d'un sportif tétraparésique, Laurent Marzec et Éric Bellion participe à l'adaptation d'un monocoque de quinze mètres, Jolokia, à la navigation pour marins souffrant de handicap. À son bord, en 2010, avec un équipage mixte valides-handicapés, il relie Port-Louis dans le Morbihan, à Port-Louis de l'île Maurice (en 68 jours, 22 heures, 52 minutes et 2 secondes, temps homologué WSSRC).

« Le but bien sûr était de montrer que la différence nous enrichit. Mais mes bonnes intentions ont volé en éclats. J'ai découvert qu'avec la bien-pensance, l'angélisme, on ne va pas très loin. C'est plutôt la confiance mutuelle qui est importante. Dans le gros temps, tu ne donnes pas la barre à quelqu'un envers qui tu as de la pitié. Quels que soient son origine, son âge, son milieu social, tu la confies à celui en qui tu as confiance. J'ai mis un an à digérer cette expérience car elle avait été difficile humainement, mais j'y ai vu quatre principes d'actions : oser la différence, faire confiance, innover face à la contrainte et viser la performance collective. »

### Découverte de la compétition, à bord deTeam Jolokia(2012-2014)

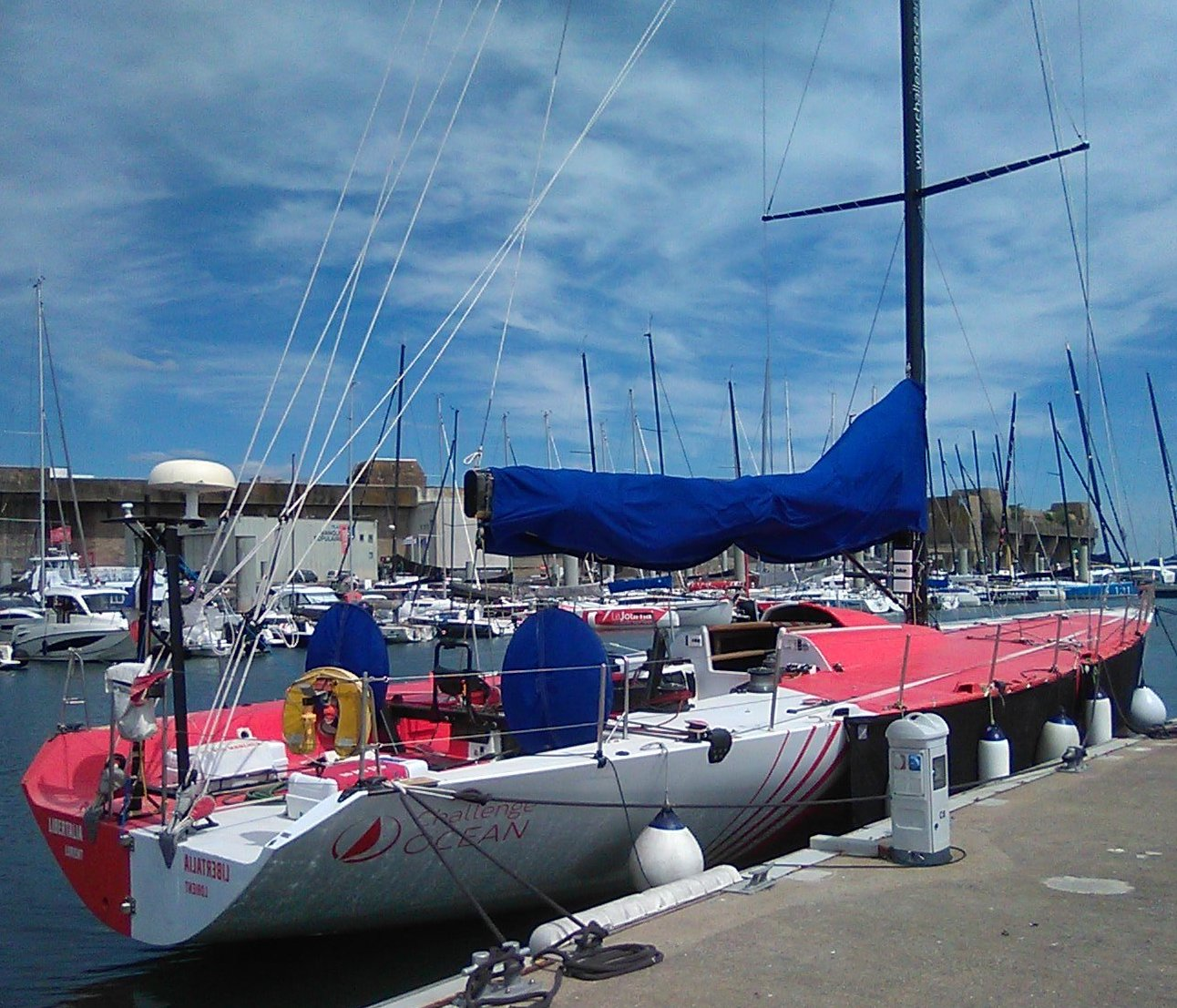
Le VO60 Team Jolokia, devenu Libertalia-Team Jolokia, puis Challenge Ocean.

En 2012, l'association "Jolokia" acquiert un bateau de course, un VO60, l'ancien Djuice Dragons 1'. L'association Jolakia cherche à étendre le recrutement de l'équipage à d'autres différences : culturelles, générationnelles, sexuelles, physiques… Les tests psychologiques et cognitifs sont effectués avec le concours de la Marine nationale, qui « depuis toujours pratique la diversité en recrutant du simple matelot à celui qui fait l'École navale. » Après six mois d’entraînement, Team Jolokia peut s'aligner dans de grandes courses comme la Fastnet Race 2013. « J’ai découvert alors, dit Bellion, un cinquième principe. Le fait de vivre cette différence pragmatiquement, avec une volonté farouche, crée du bonheur. »

### Préparation du Vendée Globe (2014-2016)
Dans ses interventions en entreprise, Éric Bellion a le sentiment de ne prêcher que les convertis. En 2014, dans le but de médiatiser son message, « la richesse de la différence », il décide de participer au Vendée Globe 2016-2017,.

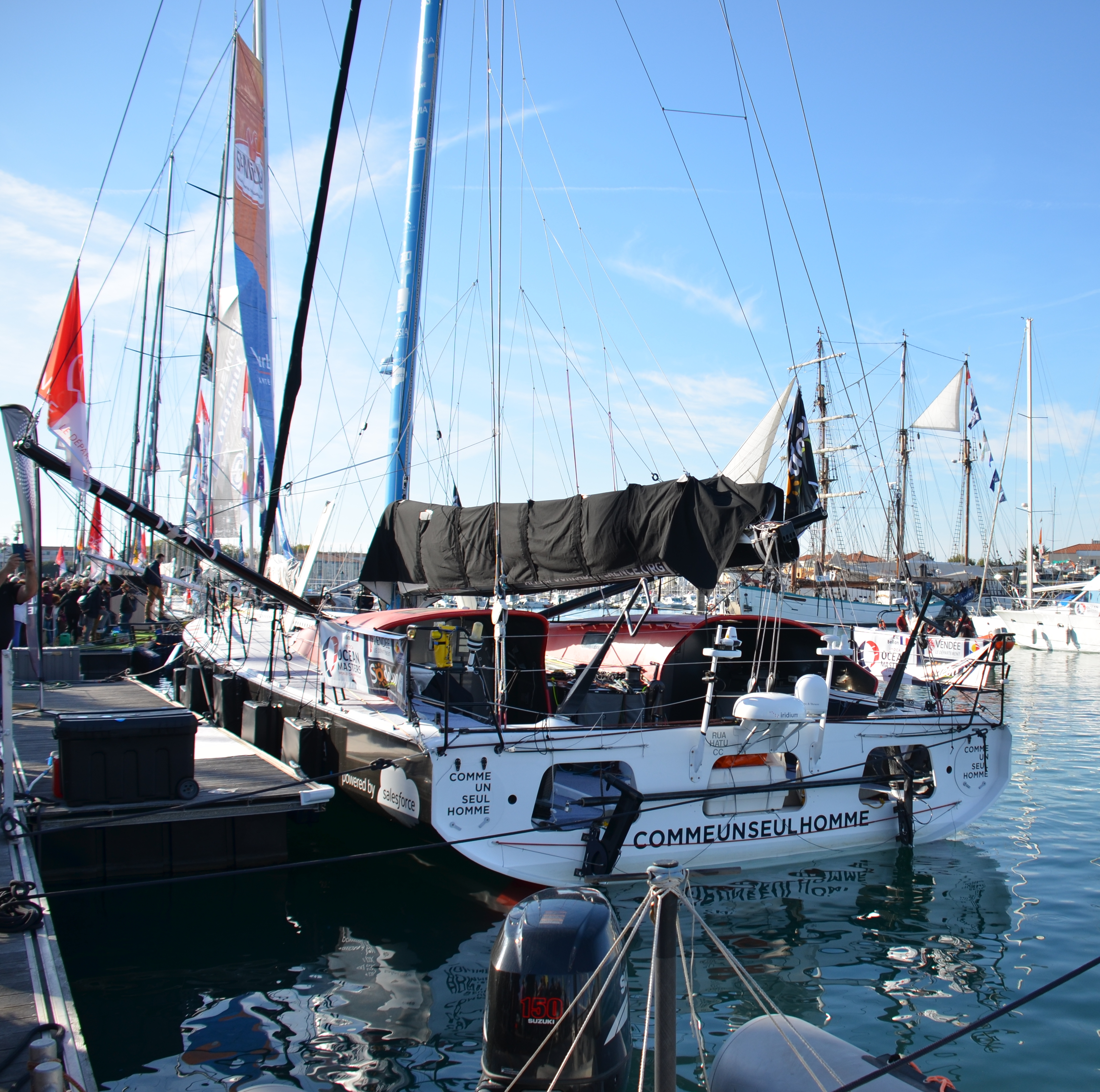
Comme un seul homme.

Le défi est de taille : formateur en management, marin amateur, Éric Bellion ignore tout de l'Imoca et de la navigation en solitaire. Il prend Michel Desjoyeaux comme conseiller sportif et technique, loue un Figaro, et s'entraîne à naviguer seul, entre Bretagne et Espagne, un mois durant. Puis il se met en quête de partenaires. Il démarche une centaine d'entreprises, et trouve 14 mécènes. II rachète un Imoca de 2008, l'ancien DCNS de Marc Thiercelin. En décembre 2014, le bateau entre en chantier à Port-la-Forêt pour être entièrement révisé par la structure Mer agitée de Desjoyeaux. Le 8 juin 2015, il est remis à l'eau. Il prend comme nom de baptême Rua Hatu, et comme nom de course Comme un seul homme.
Desjoyeaux charge le jeune navigateur Sam Goodchild d'initier le néophyte à la maîtrise d'un Imoca. Éric Bellion doit par ailleurs adopter une hygiène de vie, s'affûter physiquement, apprendre à fractionner son sommeil, travailler avec une préparatrice mentale. Il découvre la survie, les premiers soins en mer, la préparation d’un voilier de course. Il acquiert quelques rudiments de construction navale, se perfectionne en météo.
En août 2015, Comme un seul homme termine 10e et dernier des Imoca dans l'Artemis Challenge, à Cowes. Le 16, Éric Bellion prend le départ de la Fastnet Race, avec Anthony Marchand. Comme un seul homme termine 7e, sur 9 Imoca. En octobre, il s'aligne dans la Transat Jacques-Vabre avec Sam Goodchild. Ils terminent 7es, sur 20 Imoca.
En mai 2016, Éric boucle en solitaire les 1 500 milles qui le qualifient pour le Vendée Globe.

### Vendée Globe 2016-2017, à bord deComme un seul homme

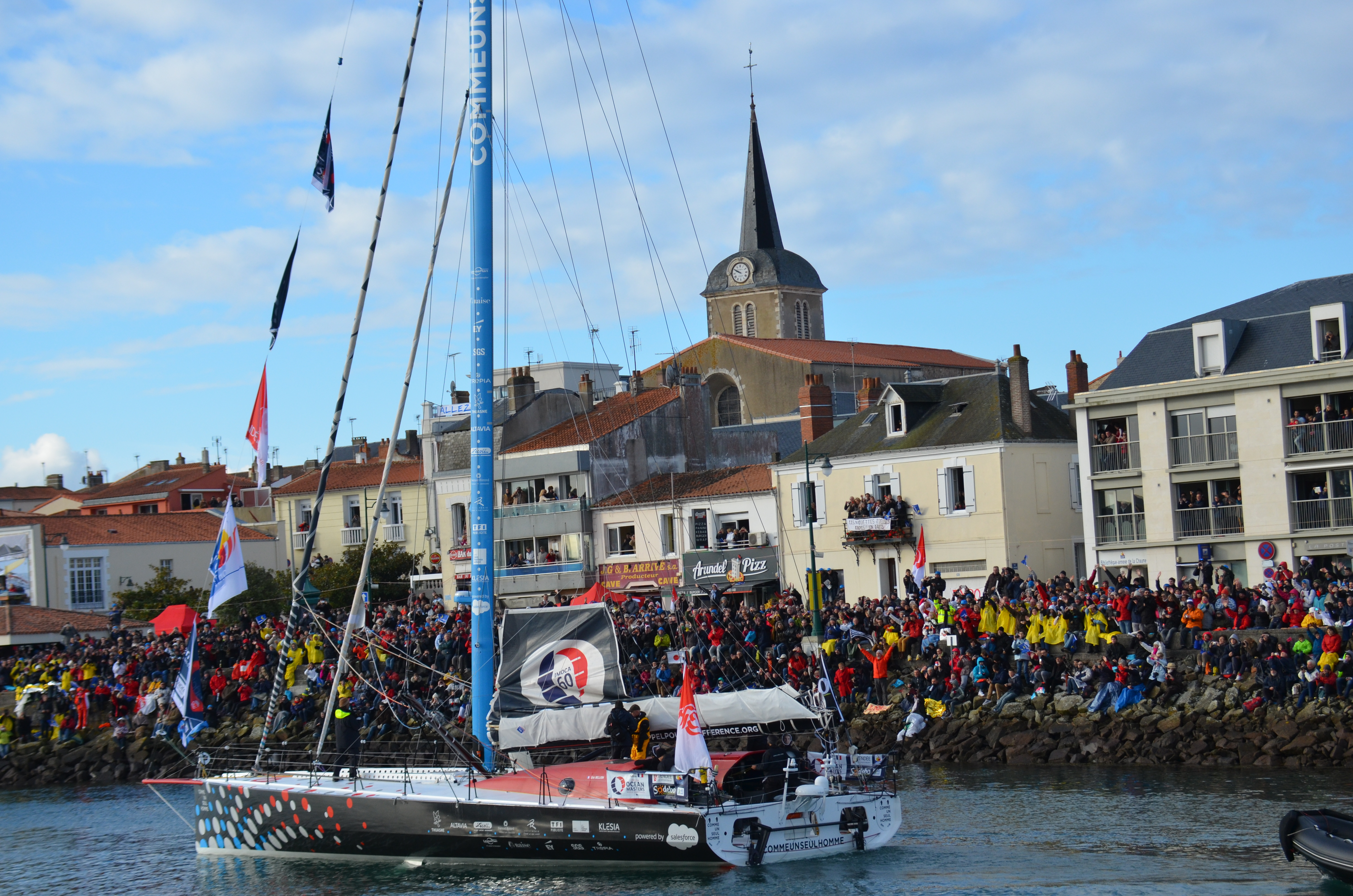
Éric Bellion au départ du Vendée Globe 2016-2017.

Le départ du Vendée Globe est donné le 6 novembre 2016. « Dans la descente de l'Atlantique, je n'avais qu'une crainte, celle de me faire larguer par le groupe d'attardés avec qui je naviguais… et me retrouver seul dans les mers du Sud. » Éric Bellion songe à abandonner et à gagner l'Afrique du Sud. « J’ai eu peur de mourir, se souvient-il. Je me suis dit que j’avais mis la barre trop haut cette fois. Je me suis demandé ce que je faisais là… »
Dans l'océan Indien, avant-dernier, il est à bout de ressources mentales :

« Le fait de ne pas avoir cette expérience de marin solitaire et de formation spécifique à l'exercice grandit la solitude. À chaque fois, je vivais une aventure totale, car personne ne pouvait valider mes choix à ce moment-là. Parfois, je me disais que peut-être j'étais en train de faire une grosse connerie. Et il n'y avait personne là pour me conforter. J'étais toujours dans le doute, sans aucune certitude, complètement seul. »

Dans une rafale, le bateau se couche. Une mèche de safran casse. Au prix de douze heures de durs efforts, il parvient à réparer, ce qui lui redonne courage. Le succès que rencontrent ses aventures sur les réseaux sociaux achève de lui remonter le moral : « Ça m’a complètement galvanisé. C’était la preuve que mon idée était la bonne : les gens étaient touchés par la sincérité et restaient pour le message ». Il prend confiance en lui-même et en son bateau. Dans le Pacifique, il ne se satisfait plus d'être dans les derniers de la course. Au lieu de contourner les dépressions, il se porte à leur rencontre. Il est plusieurs fois le plus rapide sur 24 heures (jusqu'à 417 milles par jour). Il double une dizaine de concurrents. Le 11 janvier 2017, au cap Horn, il est 9e. Si la remontée de l'Atlantique sud est pénible, celle de l'Atlantique nord se révèle la plus difficile de la course. Les dépressions se succèdent. Le rail de grand-voile lâche. Éric Bellion poursuit sous voilure réduite. Il termine 9e, et 1er novice. « J'ai vaincu ma peur, et c'est une grande fierté », dit-il à l'arrivée.

### Formateur en management et consultant (2017-2021)
« Concurrent le plus cité par les médias après le vainqueur », Éric Bellion ne souhaite pas courir un autre Vendée Globe. Il reprend sa vie de formateur en management de la diversité et de consultant en mécénat et communication. L'écho puissant de son exploit lui vaut une légitimité nouvelle quand il parle de dépassement de soi : « Il touche davantage de personnes en quelques mois, remarque le magazine Geo, que lors des quinze années qui ont précédé son Vendée Globe. »
En 2018, il court la Route du Rhum « en mode contemplatif », sur une goélette. Il termine hors temps.

### Projet Vendée Globe 2024-2025
Le 15 mars 2022, Éric Bellion annonce vouloir mettre en place le premier collectif de l’histoire du Vendée Globe : une même structure permettant d'accueillir plusieurs skippers. Les navigatrices et navigateurs, probablement quatre, seront 100 % solidaires dans leur préparation et partageront tous leurs entraînements, innovations, expériences et recherche de partenaires. Ce fonctionnement novateur dans le monde de la compétition et de la course au large permettra de gagner en performance, en visibilité, en sécurité, en frugalité et de diminuer l’empreinte sur l’environnement.

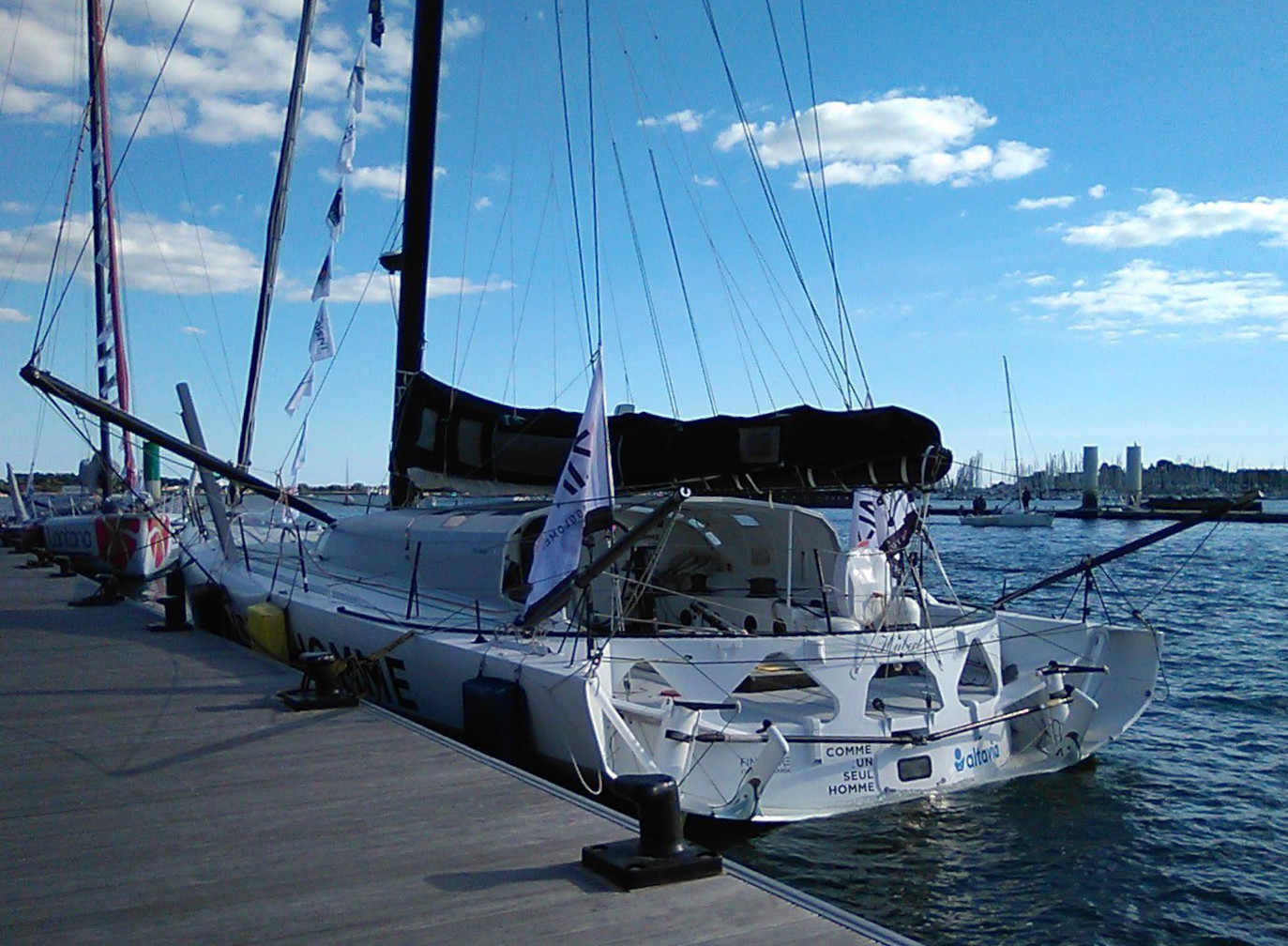
Comme un seul homme powered by Altavia au Défi Azimut, à Lorient, en septembre 2022.

Afin de disputer les épreuves de la saison 2022, Éric Bellion loue le bateau de Jean Le Cam, Hubert (le Yes We Cam du Vendée Globe 2020-2021), auquel il donne le nom de course de Comme un seul homme powered by Altavia.

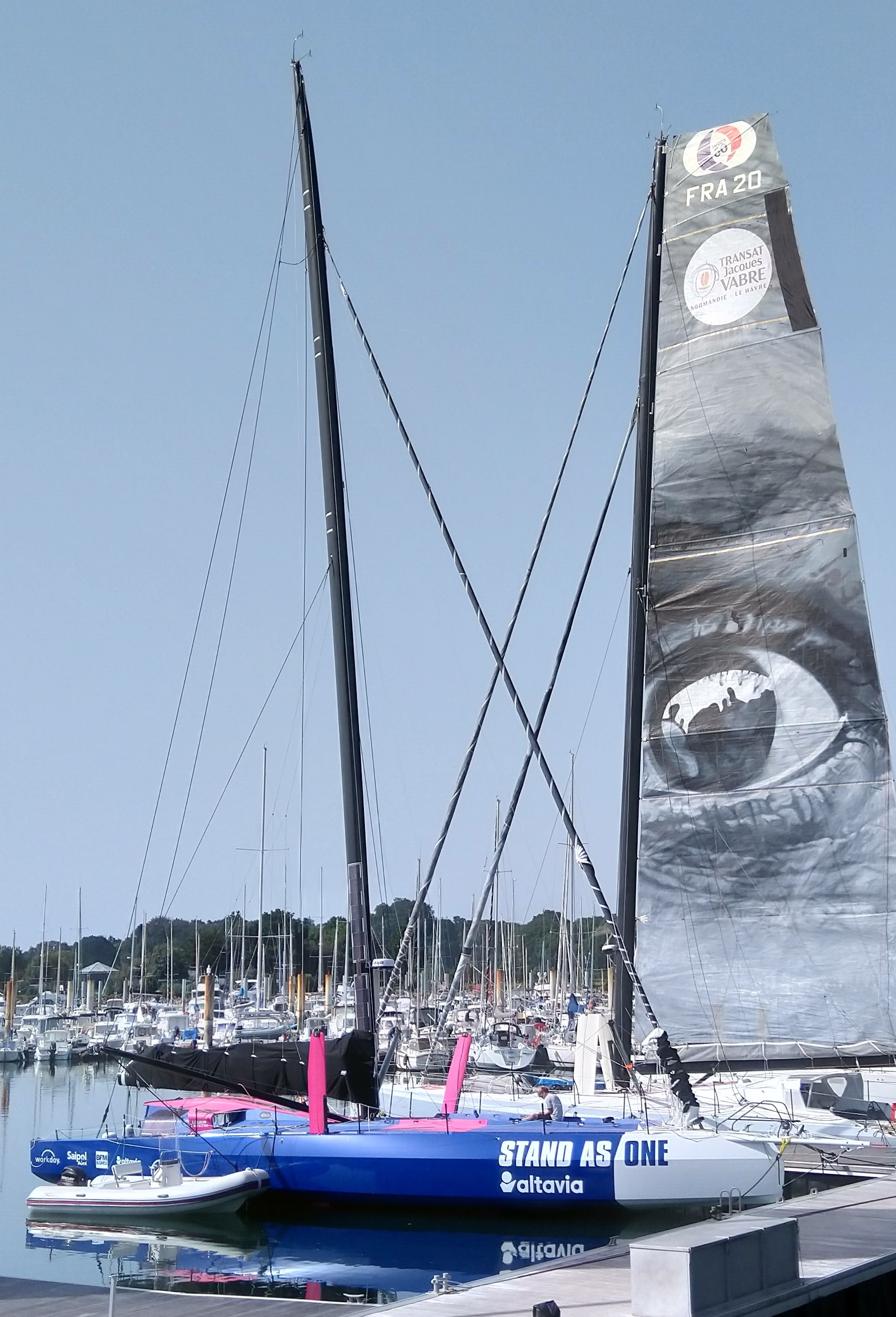
L'Imoca Stand as one à Port-la-Forêt.

Dans le même temps, la construction du premier des quatre Imoca est lancée. Co-conçu par Jean Le Cam et l'architecte David Raison, construit à moindre coût chez Persico Marine, plus accessible, simple techniquement, mais performant, il doit être mis à l’eau au printemps 2023. Le budget moyen de construction d'une de ces unités à dérives droites se situerait aux alentours de 4 millions d'euros, (on situait en 2021 le coût de construction d'un foiler Imoca entre 6 et 8 millions d'euros).
En mai 2022, Éric Bellion termine 7e de la Bermudes 1000 Race. En juin, il termine 14e de la Vendée-Arctique-Les Sables-d'Olonne.
Le 10 novembre 2024, Éric Bellion fait partie des quarante skippers qui prennent le départ du Vendée Globe 2024-2025. Il abandonne au large des îles Malouines le 12 janvier 2025, après 63 jours de course, victime d'un problème de fixation d'étai de J2 sur sa voile-d'avant.

## Palmarès
- 2013 : 
  - 1er IRC, en temps réel, du Record SNSM, avec un équipage valides-handicapés, à bord du VO60 Team Jolokia[36].
  - 8e sur 16 IRC Z, en temps réel (14e en temps compensé), dans la Fastnet Race, avec un équipage valides-handicapés commandé par Pierre Meisel, à bord du VO60 Libertalia-Team Jolokia[6],[37].

- 2015 :
  - 10e sur 10 Imoca dans l'Artemis Challenge, à bord de Comme un seul homme[19].
  - 7e sur 9 Imoca dans la Fastnet Race, avec Anthony Marchand, à bord de Comme un seul homme[21].
  - 7e sur 20 Imoca dans la Transat Jacques-Vabre avec Sam Goodchild, à bord de Comme un seul homme, en 19 j 2 h 15 min 34 s[22].

- 2017 : 9e (et 1er débutant) sur 29, dans le Vendée Globe, à bord de Comme un seul homme, en 99 j 4 h 56 min 20 s[13].

- 2022 :
  - 7e sur 24 dans la Bermudes 1000 Race, à la barre de Comme un seul homme powered by Altavia[33].
  - 14e sur 25 dans la Vendée-Arctique-Les Sables-d'Olonne, à la barre de Comme un seul homme powered by Altavia[34].
  - 23e de la Route du Rhum 2022 en Classe IMOCA.

### Filmographie
- Chloé Henry-Biabaud, Anne Guillaume, Kifouine : un tour du monde en solidaire, CC&C, 2007, 52 min
- Chloé Henry-Biabaud, Jolokia : l'odyssée des bras cassés, La Générale de Production, 2011, 52 min
- Robert Isenie, Aurélie Saillard, Des marins pas comme les autres, Gedeon Programmes, 2013, 90 min
- Comme un seul homme, film documentaire, Les Films du Cap, UGC Distribution, février 2019, 82 min